# Великий конюший Франции
Великий конюший Франции или Главный конюший Франции (фр. Grand écuyer de France) — один из высших королевских сановников королевского двора при Старом Режиме и Реставрации, отвечающий за состояние королевских конюшен. Ему подчинялись все прочие шталмейстеры и пажи. Кроме того ему подчинялся огромный, в несколько сотен человек, штат конюшен. Здесь были свои казначеи, интенданты, лакеи и проч. Кроме того, здесь же проходили обучение молодые пажи.

## Конюшие короля
- 1290-1295 : Роже;
- 1295-1298 : Пьер Жансьен;
- 1298-1299 : Дени де Мелен;
- 1298-1305 : Жак Жансьен
- 1299-1299 : Гильбарт;
- 1299-1315 : Жиль Гранш;
- 1316-1321 : Гийом Пиздё;
- 1321-1325 : Жан Батай;
- 1325-1330 : Жиль де Кламар;
- 1330-1333 : Филипп Мустир;
- 1333-1341 : Удар де Толь;
- 1341-1345 : Анри де Лийна;
- 1345-1353 : Гийом де Бонкур;
- 1353-1364 : Гийом, маршал Шампани;
- 1364-1373 : Мартеле дю Мениль;
- 1373-1376 : Труйар де Каффор;
- 1376-1397 : Коллар де Танк;
- 1397-1399 : Робер ле Бонье де Монтусе;
- 1399-1411 : Филипп ле Кордельер де Жирем;
- 1411-1412 : Жан де Каэрньен;
- 1412-1418 : Жан Бюро де Диси;
- 1418-1419 : Андре де Тулонжон;
- 1419-1420 : Пьер Фротье;
- 1420-1425 : Уэт де Корби;
- 1425-   ?     : Уг де Нои;
- ?       -   ?     : Жан дю Синь

## Великие конюшие короля
- ?   -1429 : Жан дю Верне;
- 1429-1454 : Жан Потон де Сентрайль;
- 1454-1461 : Танги дю Шастель;
- 1461-1466 : Жан де Гаргессалль;
- 1466-1470 : Шарль де Биньи.

## Великие конюшие Франции
- 1470-1483 : Алан Гуайон, сеньор де Вийе, де Тьёвилль, дю Менильгарнье;
- 1483-1505 : Пьер II д’Юрфе (ок.1430-1508), сеньор д’Юрфе;
- 1505-1525 : Галеаццо Сансеверино, граф де Каяццо, по-французски: Галеас де Сен-Севран, граф де Гаясс (Сен-Севран), сеньор де Меэн-сюр-Йевр;
- 1525-1546 : Гальо де Женуйяк (1465-1546), сеньор д’Асье-ан-Керси;
- 1546-1570 : Клод Гуфье, герцог де Роанне (1501-1570);
- 1570-1597 : Леонор Шабо (1526-1597), граф де Шарни и де Бюзансе;

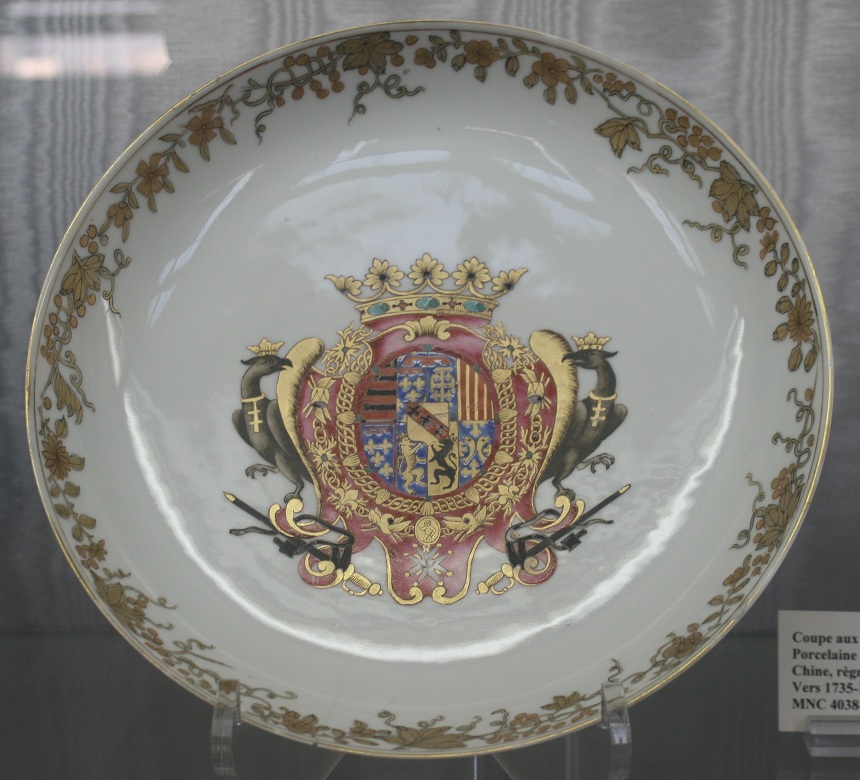
Герб Карла Лотарингского (1684-1753)

- 1597-1605 : Шарль де Лоррен, герцог д’Эльбёф (1556-1605);
- 1605-1611 и 1621-1639 : Роже II де Сен-Лари, герцог де Бельгард (1562-1646);
- 1611-1621 : Сезар-Огюст де Сен-Лари (+1621), барон де Терм;
- 1639-1643 : Анри Куаффье де Рюзе д'Эффиа, маркиз де Сен-Мар (1620-1642);
- 1643-1658 : Анри де Лоррен, граф д’Аркур (1601-1666);
- 1666-1677 : Луи де Лоррен, граф д’Арманьяк (1641-1718);
- 1677-1713 : Анри де Лоррен, граф де Брионн (1661-1713);
- 1718-1751 : Шарль де Лоррен, граф д’Арманьяк (1684-1751) («Принц Карл»);
- 1752-1761 : Луи-Шарль де Лоррен, граф де Брионн, принц де Ламбеск (1725-1761);
- 1761-1791 : Шарль-Эжен де Лоррен, принц де Ламбеск, герцог д’Эльбёф (1751-1825).

### Первая империя
- 1804-1814 : Арман Огюстен Луи маркиз де Коленкур, герцог Виченцы (1773-1827), генерал.

### Вторая империя
- 1853-1854 : Арман Жак Леруа де Сент-Арно (1798-1854), маршал Франции;
- 1866-1870 : Эмиль Феликс граф де Флёри (1815-1884), генерал.